# Merovech
Merovech (tiếng Latin: Meroveus hoặc Merovechus; tiếng Pháp: Mérovée, Merovech; tiếng Đức: Merowig, Merowech) là danh xưng của một vị quân vương của người Frank trong truyền thuyết. Ông được cho là sinh vào khoảng 412 và qua đời vào tháng 7 năm 457, được coi là vị vua thứ hai của các bộ tộc Salian Franks, cai trị từ 448 đến 457. Sự tồn tại của ông trong lịch sử được bao quanh bởi rất nhiều bóng tối, vì vậy mà một số nhà sử học đã xem ông như một vị vua huyền thoại.
Merovech được xem là tổ tiên của gia tộc Meroving. Các vị quân vương Meroving về sau đã áp đặt ảnh hưởng của mình lên hầu hết châu Âu thời Trung Cổ, thay thế địa vị của Đế quốc Tây La Mã, lập nên vương triều Meroving thống trị châu Âu trong hơn 2 thế kỷ.